# Antoni van Leeuwenhoek

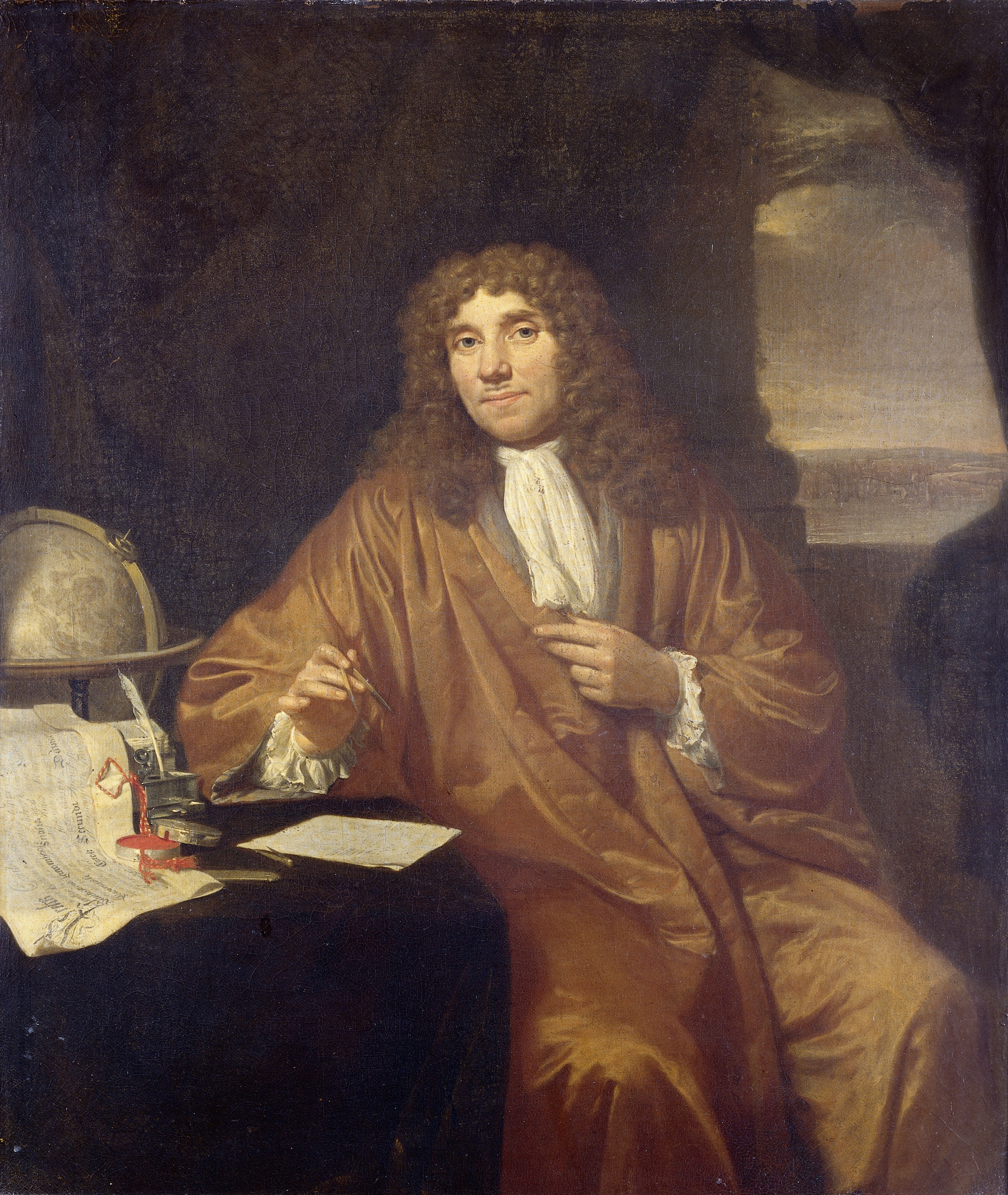
Antoni van Leeuwenhoek

Antoni van Leeuwenhoek (wym. /ˈɑntoːni vɑn ˈleːuə(n)ˌɦuk/ ( odsłuchaj); ur. 24 października 1632 w Delfcie; ochrzczony 4 listopada 1632 jako Thonius Philipszoon /ˈtoːni̯ʏs ˈfilɪpˌsoːn/; zm. 26 sierpnia 1723 tamże) – holenderski urzędnik miejski, przedsiębiorca i przyrodnik (bez formalnego wykształcenia uniwersyteckiego). Nazywany jest ojcem mikrobiologii (prawdopodobnie pierwszy człowiek, który zobaczył mikroorganizmy, w tym bakterie).

## Życiorys
Początkowo zajmował się kupiectwem (prowadził sklep z galanterią męską), a nocami szlifowaniem szkieł oraz konstrukcją mikroskopów. Jednosoczewkowe mikroskopy Leeuwenhoeka były mniej wygodne w użyciu niż wielosoczewkowe mikroskopy złożone Roberta Hooke'a, ale dzięki precyzyjnemu szlifowaniu soczewek, dawały dużo większe powiększenie (ok. 270× w porównaniu z 20-50× w przypadku mikroskopów Hooke'a) i wyraźniejszy obraz (szczególnie przy większych powiększeniach). W swoim czasie były najlepsze na świecie. Później zajął się ich produkcją, ale nigdy nie podzielił się z nikim swoimi technikami produkcji – ani szkieł, ani mikroskopów.
Z fascynacją obserwował pod mikroskopem niemal wszystko, co przyszło mu do głowy – m.in.: strukturę kości i mięśni, krwinki czerwone, bakterie, orzęski, plemniki, głowy much, oczy wołów, mięśnie wieloryba, nasiona, sierść zwierząt, drewno, wodę, osad nazębny (pierwszy oglądał swój mikrobiom) czy wnętrzności wszy.
Obalił teorię samorództwa przez znalezienie jaj much, a jego opis antyseptycznych właściwości octu winnego był pierwszym w historii (potraktowane octem "żyjątka" bytujące na zębach – padły).
W 1680 roku został członkiem Towarzystwa Królewskiego (po potwierdzeniu jego obserwacji mikroorganizmów). Z powodu nieznajomości łaciny ani angielskiego, Towarzystwo zgodziło się wypisać dyplom po holendersku. Pod koniec życia był jednym z najsławniejszych jego członków. W testamencie zapisał Towarzystwu 26 swoich mikroskopów wraz z założonymi na nich preparatami, które jednak zaginęły (stąd do tej pory nie wiadomo dokładnie jak były skonstruowane).